# Massacre de Therhi
Le massacre de Therhi est un massacre qui s'est déroulé le 3 juin 1963 dans la ville de Therhi dans la province du Sindh au Pakistan. Au cours des violences, au moins 118 musulmans chiites ont été tués par des musulmans sunnites deobandi. Bien qu'il ne s'agisse pas du premier incident entre sunnite et chiite dans la région, cette attaque est considérée comme le premier grand massacre interconfessionnel de l'histoire contemporaine du Sindh.

## Contexte
Tout au long de l'histoire islamique, il y a eu des conflits et une inimitié entre d'un côté les sunnites et de l'autre côté les chiites, que cela soit pour des raisons idéologiques ou bien politique.
En Asie du Sud, la majorité des musulmans se réclament de la théologie sunnite, au Pakistan, énormément de personnes s'affilient à la jurisprudence Deobandi, qui considère le chiisme comme une hérésie et du polythéisme, et prônant comme le wahhabisme une épuration total du polythéisme dans le dogme, ce qui a conduit à des violences interreligieuses dans la région, on estime qu'au moins 4 000 personnes chiites ont été tuées entre 1987 et 2007.
Selon certaines sources[réf. nécessaire] environ 20 % des sunnites pakistanais se considèrent déobandi, et environ 65 % des écoles coraniques sont gérées par des déobandi.

## Déroulement
Le 3 juin 1963, alors que les chiites duodécimains de la localité de Therhi étaient en train de commémorer l'Achoura, bon nombre de chiites ont commencé à se rassembler afin de parader tout en procédant à des rituels en signe de deuil pour l'imam Hussayn, comme par exemple s'autoflageller, ou réciter des chants religieux chiites.

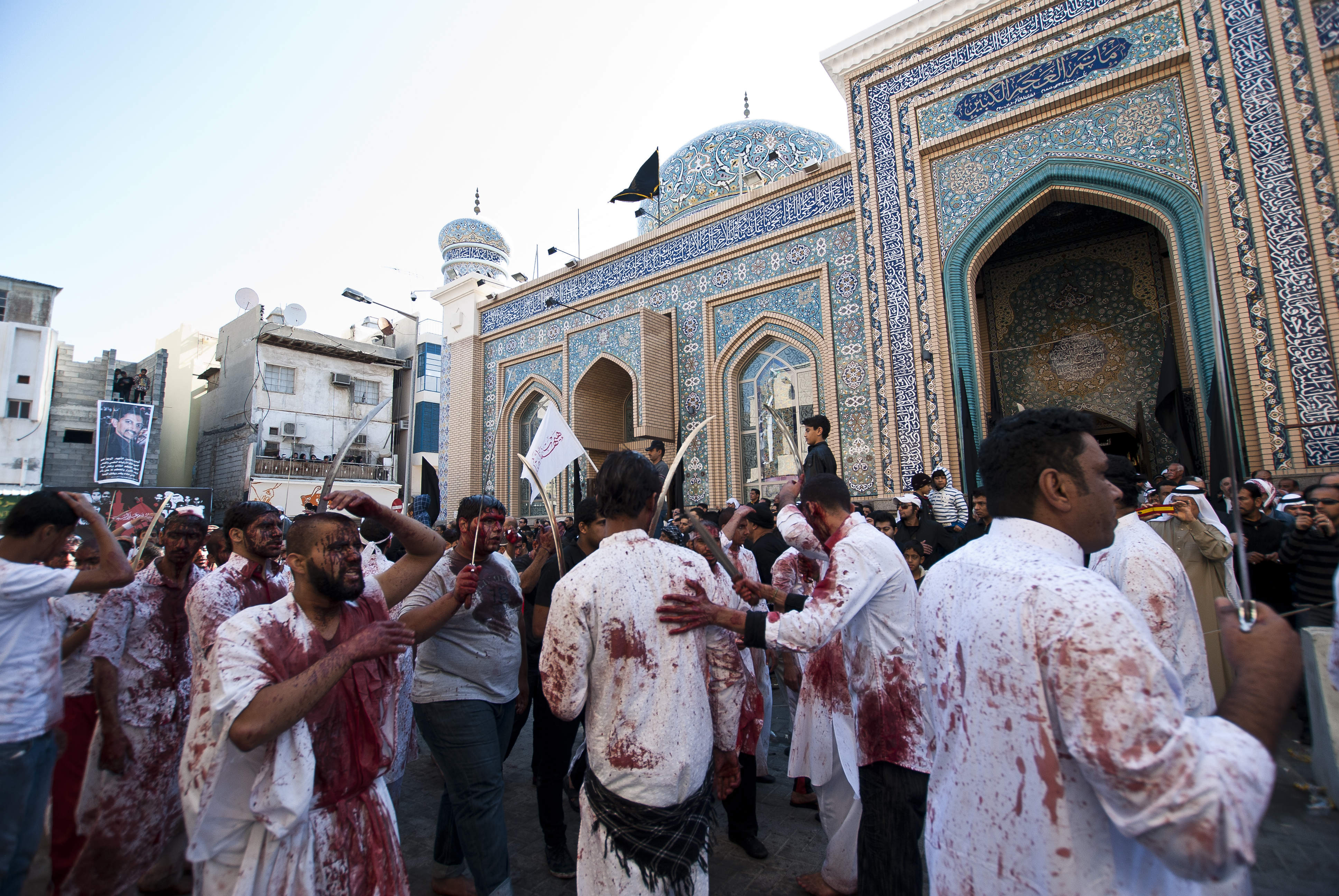
Procession religieuse chiite au Bahrein en 2011.

Lorsque cette nouvelle parvint aux oreilles d'une madrassa d'obédience deobandi de la ville voisine de Khairpur, des musulmans et des étudiants de la madrassa se rendirent en nombre à Thehri et brulèrent la Ta'zieh (une sorte représentation de la bataille de Kerbala), se sont ensuivis des affrontements entre les deux groupes
Grâce à des couperets à viande et des machettes, les sunnites ont réussi à submerger la procession religieuse. Plus de 118 chiites duodécimains ont été tués lors des violences.
Malheureusement la presse n'a pas couvert correctement les incidents. Le 16 juin 1963, six organisations deobandies ont organisé un meeting à Lahore, blâmant les chiites d'être la cause des violences. En juillet, une commission gouvernementale été nommé afin d'enquêter sur les émeutes, mais jamais personne n'a été condamné ou blâmé pour les violences.

## Conséquence
Ses violences ont ouvert la voie dans la région à de nombreux conflits. En 1969 par exemple, des sunnites ont attaqué des chiites lors du même type de procession lors d'Achoura.
Le 26 février 1972 à Dera Ghazi Khan lors d'achoura, les chiites se sont fait caillasser par des sunnites en signe de rejet. En mai 1973, le quartier chiite de Gobindgarh à Sheikhpura a été attaqué par une foule de sunnite.
En 1974, plusieurs villages chiites ont été attaqués par des sunnites armés. En janvier soixante-quinze, plusieurs cortèges chiites dans les villes de Lahore, Chakwal et Gilgit ont été attaqués.
Hors la violence, de nombreux savants et dirigeants sunnites comme le Mufti Mahmud, Mawlana Sami-ul Haqq, Ihsane Ilahi Zaher ont galvanisé la haine anti-chiite parmi les foules musulmanes sunnites.
Encore aujourd'hui, beaucoup de sunnites ont une profonde aversion contre les chiites dans la région, particulièrement le mouvement deobandi, ou des groupes djihadiste comme l'État islamique, le Lashkar-e-Jhangvi ou encore le
Tehrik-e-Taliban Pakistan.
Régulièrement, des violences et des attentats ont lieu à l'encontre des chiites duodécimain en particulier contre la minorité Hazara. L'attentat de Kocha Risaldar, les attentats de Quetta ou encore  l'attentat de Kaboul le prouvent.